# Coppa della Pace
La Coppa della Pace (oficialmente:Coppa della Pace-Trofeo F.lli Anelli) es una carrera ciclista italiana disputada en la Provincia de Rímini en Emilia-Romaña. 
Creada en 1971, fue una prueba amateur hasta 2004. Desde la creación de los Circuitos Continentales UCI en 2005 parte del UCI Europe Tour desde 2005, dentro de la categoría 1.2 (última categoría del profesionalismo).

## Palmarés
En amarillo: edición amateur.
| Año  | Ganador                                                                  | Segundo                                                                  | Tercero                                                                  |
| ---- | ------------------------------------------------------------------------ | ------------------------------------------------------------------------ | ------------------------------------------------------------------------ |
| 1971 | Davide Ruscelli                                                          | Paolo Bernabini                                                          | Pasquale Amadio                                                          |
| 1972 | Mauro Ubaldini                                                           | Mauro Frani                                                              | Marco Sacchini                                                           |
| 1973 | Adriano Zannoni                                                          | Guido Bosi                                                               | Claudio Emaldi                                                           |
| 1974 | Clyde Sefton                                                             | Gilberto Romagnoli                                                       | Claudio Emaldi                                                           |
| 1975 | Alfio Vandi                                                              | Maurizio Bertini                                                         | Giancarlo Turci                                                          |
| 1976 | No se disputó                                                            | No se disputó                                                            | No se disputó                                                            |
| 1977 | Daniele Caroli                                                           | Ercole Borzini                                                           | Mario Ceccaroni                                                          |
| 1978 | Marco Vitali                                                             | Fausto Lambruschi                                                        | Fabrizio Romagnoli                                                       |
| 1979 | Claudio Savini                                                           | Michele Fabbri                                                           | Claudio Toselli                                                          |
| 1980 | Ercole Borghini                                                          | Marco Vitali                                                             | Michele Fabbri                                                           |
| 1981 | Filippo Piersanti                                                        | Stefano Boni                                                             | Davide Cassani                                                           |
| 1982 | Fabio Patuelli                                                           | Piergiorgio Angeli                                                       | Marco Ronchiato                                                          |
| 1983 | Massimo Liverani                                                         | Maurizio Umbri                                                           | Claudio Santi                                                            |
| 1984 | Francesco Rosignoli                                                      | Stefano Arlotti                                                          | Valerio Franceschini                                                     |
| 1985 | Stefano Arlotti                                                          | Maurizio Vandelli                                                        | Claudio Umbri                                                            |
| 1986 | Davide Carli                                                             | William Dazzani                                                          | Gabriele Bezzi                                                           |
| 1987 | Davide Carli                                                             | Gianni Pigato                                                            | Stefano Arlotti                                                          |
| 1988 | Andrea Moretti                                                           | Fabiano Fontanelli                                                       | Remo Zauli                                                               |
| 1989 | Davide Negrini                                                           | Gianluca Bordignon                                                       | Alessandro Tassioli                                                      |
| 1990 | Stefano Sartori                                                          | Sergio Girardi                                                           | Gabriele Missaglia                                                       |
| 1991 | Giampaolo Verdi                                                          | Davide Dall'Olio                                                         | Angelo Manghino                                                          |
| 1992 | Filippo Simeoni                                                          | Massimiliano Gentili                                                     | Cristian Gasperoni                                                       |
| 1993 | Davide Dall'Olio                                                         | Dario Frigo                                                              | Oscar Ferrero                                                            |
| 1994 | Giuseppe Tartaggia                                                       | Massimo Giunti                                                           | Robin Torsoli                                                            |
| 1995 | Paolo Savoldelli                                                         | Ivano Zuccotti                                                           | Cristian Gasperoni                                                       |
| 1996 | Gabriele Balducci                                                        | Luca Mazzanti                                                            | Alessandro Spezialetti                                                   |
| 1997 | Maurizio Caravaggio                                                      | Michele Colleoni                                                         | Filippo Baldo                                                            |
| 1998 | Paolo Bossoni                                                            | Denis Lunghi                                                             | Valentino China                                                          |
| 1999 | Martin Derganc                                                           | Fabio Bulgarelli                                                         | Dimitry Gainetdinov                                                      |
| 2000 | Yevgeni Petrov                                                           | Dimitry Gainetdinov                                                      | Guido Balbis                                                             |
| 2001 | Guido Balbis                                                             | Andrea Moletta                                                           | Aleksandr Kólobnev                                                       |
| 2002 | Alexandr Bespalov                                                        | Aleksandr Arekéiev                                                       | Daniele Pietropolli                                                      |
| 2003 | Riccardo Riccò                                                           | Massimo Ianetti                                                          | Rosario Ferlito                                                          |
| 2004 | Błażej Janiaczyk                                                         | Alexey Esin                                                              | Micula De Matteis                                                        |
| 2005 | Vasil Kiryienka                                                          | Gene Bates                                                               | Davide Bragazzi                                                          |
| 2006 | Alexandre Filippov                                                       | Maurizio Biondo                                                          | Yauhen Sobal                                                             |
| 2007 | Marco Cattaneo                                                           | Marco Da Castagnori                                                      | Alberto Contoli                                                          |
| 2008 | Ben Swift                                                                | Adriano Malori                                                           | Jarosław Marycz                                                          |
| 2009 | Egor Silin                                                               | Pavel Kochetkov                                                          | Richie Porte                                                             |
| 2010 | Fabio Piscopiello                                                        | Manuele Boaro                                                            | Andrei Nichita                                                           |
| 2011 | Andrey Solomennikov                                                      | Vyacheslav Kuznetsov                                                     | Maksym Averin                                                            |
| 2012 | Ruslan Tleubayev                                                         | Paweł Poljański                                                          | Enrico Barbin                                                            |
| 2013 | Alessio Taliani                                                          | Graziano Di Luca                                                         | Davide Formolo                                                           |
| 2014 | Luca Ceolan                                                              | Daniel Pearson                                                           | Paolo Totò                                                               |
| 2015 | Simone Velasco                                                           | José Tito Hernández                                                      | Aleksander Vlasov                                                        |
| 2016 | Cancelada debido al accidente en carrera del ciclista Keagan Girdlestone | Cancelada debido al accidente en carrera del ciclista Keagan Girdlestone | Cancelada debido al accidente en carrera del ciclista Keagan Girdlestone |
| 2017 | Nicola Gaffurini                                                         | Amanuel Ghebreigzabhier                                                  | Nicolae Tanovitchii                                                      |
| 2018 | Matteo Sobrero                                                           | Giacomo Garavaglia                                                       | Raul Colombo                                                             |
| 2019 | Georg Zimmermann                                                         | Luca Rastelli                                                            | Filippo Zana                                                             |
| 2020 | No se disputó                                                            | No se disputó                                                            | No se disputó                                                            |
| 2021 | Daan Hoole                                                               | Stan Van Tricht                                                          | Federico Guzzo                                                           |
| 2022 | Federico Guzzo                                                           | Pierre-Pascal Keup                                                       | Walter Calzoni                                                           |
| 2023 | Matteo Scalco                                                            | Tommaso Bergagna                                                         | Artem Shmidt                                                             |
| 2024 | Kevin Pezzo Rosola                                                       | Travis Stedman                                                           | Lorenzo Peschi                                                           |
| 2025 | Diego Bracalente                                                         | Paul Fietzke                                                             | Kevin Biehl                                                              |

## Palmarés por países
| País         | Victorias |
| ------------ | --------- |
| Italia       | 39        |
| Rusia        | 5         |
| Australia    | 1         |
| Eslovenia    | 1         |
| Polonia      | 1         |
| Bielorrusia  | 1         |
| Reino Unido  | 1         |
| Kazajistán   | 1         |
| Alemania     | 1         |
| Países Bajos | 1         |